# Mendibieu
Pour les articles homonymes, voir Mendibieu (homonymie).
Mendibieu est une ancienne commune française du département des Basses-Pyrénées. Le 5 août 1842, la commune fusionne avec Moncayolle et Larrory pour former la nouvelle commune de Moncayolle-Larrory-Mendibieu.

## Géographie
Mendibieu fait partie de la Soule.

## Toponymie
Son nom basque est Mendibile.
Le toponyme Mendibieu apparaît sous les formes 
Mendeviu (1383, contrats de Luntz) et 
Mendibiu (1466, contrats d'Ohix).
Mendibile provient du basque mendi, 'montagne', et bil, 'ronde'.

## Démographie
| 1793 | 1800 | 1806 | 1821 | 1831 | 1836 |
| ---- | ---- | ---- | ---- | ---- | ---- |
| 131  | 130  | 169  | 89   | 138  | 148  |

## Pour approfondir